# Frankrike i olympiska vinterspelen 1994
Frankrike deltog i Olympiska vinterspelen 1994.

## Medaljer

### Silver
- Skidskytte:
  - Distans damer: Anne Briand

### Brons
- Skidskytte:
  - Stafett damer: Corinne Niogret, Véronique Claudel, Delphine Heymann-Burlet, Anne Briand
  - Stafett herrar: Thierry Dusserre, Patrice Bailly-Salins, Lionel Laurent, Hervé Flandin

- Konståkning:
  - Herrar: Philippe Candeloro

- Freestyle:
  - Puckelpist herrar: Edgar Grospiron